# The Power Cosmic
The Power Cosmic (в переводе с англ. — «Космическая сила») — четвёртый полноформатный альбом английской симфо-блэк-метал-группы Bal-Sagoth, вышедший в 1999 году.
Музыкально The Power Cosmic выдержан в жанре симфонического блэк-метала с элементами экстремального пауэр-метала. Музыка альбома включает в себя такие элементы, как сочетание скриминга и чистого вокала, мелодичные гитарные соло, сложные клавишные партии и бласт-биты.

## Список композиций
1. The Awakening of the Stars — 01:30
2. The Voyagers Beneath the Mare Imbrium — 04:36
3. The Empyreal Lexicon — 06:02
4. Of Carnage and Gathering of the Wolves — 05:58
5. Callisto Rising — 02:16
6. The Scourge of the Fourth Celestial Host — 06:36
7. Behold, the Armies of War Descend Screaming from the Heavens! — 05:53
8. The Thirteen Cryptical Prophecies of Mu — 05:12

## Участники записи
- Byron Roberts — скриминг, чистый вокал;
- Jonny Maudling — клавишные;
- Chris Maudling — гитара;
- Mark Greenwell — бас-гитара;
- Dave Mackintosh — ударные.